# Martine Grael
Martine Soffiatti Grael (ur. 12 lutego 1991 w Niteroi) – brazylijska żeglarka sportowa, dwukrotna złota medalistka olimpijska w klasie 49er FX.
Grael dwukrotnie brała udział w igrzyskach olimpijskich – w Rio de Janeiro w 2016 oraz Tokio 2020, w obydwu przypadkach zdobywając wspólnie z Kaheną Kunze złoty medal w zawodach żeglarskich w klasie 49er FX. W 2014 r. duet ten zdobył również mistrzostwo świata w tej klasie.
Jest córką pięciokrotnego medalisty olimpijskiego Torbena Graela. W igrzyskach olimpijskich startowali także jej brat Marco (udział w igrzyskach w Rio oraz w Tokio) i wujek Lars (dwa medale olimpijskie).

## Kariera sportowa
Martine Grael pierwsze kroki w żeglarstwie stawiała w wieku 4 lat.
Początkowo pływała w klasie Optimist. Wówczas, w wieku 13 lat, rywalizowała w zawodach z Kaheną Kunze. Później, w klasie 420, pływały już razem, zdobywając w 2009 r. pierwsze miejsce w młodzieżowych mistrzostwach Volvo Youth Sailing ISAF World Championship w Buzios w Brazylii. Następnie Graell, przeniósłszy się do klasy 470, pływała wraz z Isabel Swan – ta współpraca zakończyła się, gdy żeglarkom nie udało się zakwalifikować na igrzyska olimpijskie w Londynie w 2012 r. Wówczas jej sportową partnerką została ponownie Kunze – tym razem w klasie 49er FX, w której pływają do tej pory.
Na żeglarskich mistrzostwach świata Grael i Kunze zdobyły w 2013 r. w Marsylii srebrny medal w klasie 49er FX, zaś rok później w Santander – złoty. W 2015 r. zarówno na mistrzostwach świata w Buenos Aires, jak i na igrzyskach panamerykańskich w Toronto ponownie wywalczyły srebro.
W 2016 r. Grael i Kunze odniosły olimpijski sukces, zdobywając pierwsze miejsce w zawodach żeglarskich w klasie 49er FX na igrzyskach w Rio de Janeiro. W określanym jako „dramatyczny” wyścigu medalowym pokonały o dwie sekundy swoje rywalki, Alex Maloney i Molly Meech, reprezentujące Nową Zelandię.
Po zdobyciu srebrnego medalu na mistrzostwach świata w Matosinhos w 2017 r., Grael w kolejnym sezonie (2017/2018) zrobiła przerwę od 49erFX, biorąc udział w regatach dookoła świata w ramach Volvo Ocean Race.
W 2019 r., ponownie w duecie z Kunze, Grael wywalczyła brązowy medal na mistrzostwach świata w Auckland oraz złoto na igrzyskach panamerykańskich w Limie w 2019 r., jak również pierwsze miejsce na testowych – przedolimpijskich – zawodach „Ready Steady Tokyo”.
W 2021 r. żeglarki ponownie stanęły na podium olimpijskim, zdobywając złoty medal na igrzyskach w Tokio.